# Ghosttown (Madonna-dal)
A Ghosttown Madonna amerikai énekesnő tizenharmadik, Rebel Heart című stúdióalbumának egyik dala. Szerzői az énekesnő mellett Jason Evigan, Sean Douglas és Evan Bogart. Megjelenésére 2015. március 13-án került sor, az album második kislemezeként. A dal része volt annak a hat számnak, melyeket az énekesnő még az album megjelenése előtt elérhetővé tett hivatalos iTunes Store-oldalán, miután egy izraeli hacker kiszivárogtatta a hat dal demóváltozatát. A dal videóklipje 2015 áprilisában jelent meg.
A Ghosttown pozitív kritikákat kapott. Hugh McIntyre, a Forbes magazin kritikusa a kedvencének nevezte az albumról, míg Dean Piper, a The Daily Telegraph írója szerint az énekesnő legnagyobb slágere a Ray of Light korszak óta.
A dal 2015. február 26-án volt először hallható, amikor Madonna megjelent a The Jonathan Ross Show-ban, amelyet március 14-én adtak le. Először a Living for Love átszerkesztett változatát adta elő, majd ezt a dalt. A dalok előadása közben fekete Marc Jacobs ruhát és csizmát viselt. Március 1-jén Madonna a Che tempo che fa olasz tévéműsor vendége volt. Miközben Fabio Fazio műsorvezetővel beszélgetett, előadta a Devil Pray-t és a "Ghosttown-t. Egy nappal később Madonna megjelent a francia Le Grand Journal című műsorban, ahol előadta a "Living for Love" és a "Ghosttown" átszerkesztett változatát. A platform két oldalán elhelyezett óriási képernyőkön égő képek városait sugározták, valamint a Világkereskedelmi Központ összeomlásait a 2001. szeptember 11-ei terrortámadások során. 2015. március 19-én Madonna előadta a dalt a The Ellen DeGeneres Show-ban, ahol Madonna fekete bőrruhában énekelte el. A dal közben egy ponton letérdelt, és felállt, hogy elénekelje az utolsó refrént. Stern pozitív visszajelzést adott a MuuMuse-ban, mondván, hogy "Madonna egy újabb felkavaró előadást nyújtott a posztapokaliptikus dallamból. Valójában valószínűleg ez volt az eddigi legjobbja, a ruhaválasztástól a nyers, érzelmes énekadásig". Madonna a dal akusztikus változatát adta elő a 2. iHeartRadio Music Awards-on 2015. március 29-én. Taylor Swift gitárral kísérte a színpadon. A dal kezdetben hiányzott a 2015-2016-os Rebel Heart Tour-ról. 2015. szeptember 19-én azonban a Brooklyn-i Barclays Center-ben Madonna bejelentette hogy előadja a dalt, de mivel azt nem próbálták ki, ehelyett egy akusztikus verziót adott elő.  Robbie Daw elmondása szerint az előadás pozitív visszhangot kapott a közönségtől. 2017. július 27-én Madonna előadta a dalt Leonardo DiCaprio éves adománygyűjtő gáláján a franciaországi Saint-Tropezban.

## Helyezések
| Chart (2014–15)              | Csúcs helyezés |
| ---------------------------- | -------------- |
| Magyarország (Rádiós Top 40) | 16             |
| Magyarország (Single Top 40) | 17             |